# Mark Jones (baloncestista de 1975)
Mark Jones (nacido el 2 de mayo de 1975 en Milwaukee, Wisconsin) es un exjugador de baloncesto estadounidense que jugó una temporada en la NBA, desarrollando el resto de su carrera en ligas menores de su país, y en equipos europeos, sudamericanos y asiáticos. Con 1,98 metros de estatura, juega en la posición de base.

## Trayectoria deportiva

### Universidad
Jugó durante una temporada con los Golden Gophers de la Universidad de Minnesota, en la que promedió 8,0 puntos y 3,2 rebotes por partido. Fue posteriormente transferido a los Golden Knights de la Universidad de Florida Central, donde jugó una temporada más, promediando 20,8 puntos y 7,2 rebotes por partido, lo que le valió para ser incluido en el mejor quinteto de la Atlantic Sun Conference y para compartir el premio al mejor jugador de la conferencia.

### Profesional
Tras no ser elegido en el Draft de la NBA de 1998, comenzó su carrera profesional en los Fort Wayne Fury de la CBA, para posteriormente pasar por diversos equipos de la liga turca, la USBL, la liga filipina, la francesa y la venezolana, hasta que en marzo de 2005 fichó por los Orlando Magic de la NBA, con los que disputó diez partidos, en los que promedió 2,3 puntos y 1,3 rebotes.
Jugó al año siguiente en el BC Kiev de la Superliga de Ucrania, y acabó su carrera disputando seis partidos con los Colorado 14ers, en los que promedió 5,7 puntos y 3,2 rebotes.

## Estadísticas de su carrera en la NBA

### Temporada regular
| Año     | Equipo  | PJ | PT | MPP  | %TC  | %3P  | %TL  | RPP | APP | ROB | TPP | PPP |
| ------- | ------- | -- | -- | ---- | ---- | ---- | ---- | --- | --- | --- | --- | --- |
| 2004-05 | Orlando | 10 | 0  | 11.6 | .290 | .000 | .500 | 1.3 | .6  | .5  | .2  | 2.3 |
| Total   | Total   | 10 | 0  | 11.6 | .290 | .000 | .500 | 1.3 | .6  | .5  | .2  | 2.3 |